# Jurassipanorpa
Jurassipanorpa è un genere di insetti estinti, appartenenti ai mecotteri. I suoi fossili sono stati scoperti in Mongolia Interna (Cina) in terreni del Giurassico medio (circa 165 milioni di anni fa). 

## Descrizione
Gli esemplari di Jurassipanorpa misurano fino a 11 millimetri di lunghezza del corpo, e con le ali raggiungono una lunghezza massima di 14 mm. Entrambe le specie note hanno setole ("peli") dalla morfologia unica, sulle vene anali delle ali posteriori, più grandi e più vistose delle sottili setole che si trovano in tutti gli altri panorpidi. 
La specie Jurassipanorpa sticta differisce da J. impuctata dalla presenza di macchie sulle ali. L'epiteto specifico sticta deriva dal greco stiktos (maculato), mentre impunctata significa "senza macchie" in latino.

## Scoperta e classificazione
Il genere Jurassipanorpa è stato descritto sulla base di quattro esemplari rinvenuti nella formazione Jiulongshan nei pressi del villaggio Daohugou nella Contea di Ningcheng, nella regione autonoma cinese della Mongolia Interna, da ricercatori della Capital Normal University e dell'Accademia Russa delle Scienze nel 2014. Le due specie, J. impuctata e J. sticta, rappresentano i più antichi rappresentanti della famiglia Panorpidae (Ding et al., 2014). Altri mecotteri provenienti dalla formazione Jiulongshan includono Miriholcorpa e Fortiholcorpa, ma devono ancora essere formalmente posti in una famiglia tassonomica (Wang et al., 2013).